# The Ultimate Fighter: Team Jones vs. Team Sonnen Finale
The Ultimate Fighter: Team Jones vs. Team Sonnen Finale foi um evento de MMA promovido pelo Ultimate Fighting Championship, ocorrido no dia 13 de abril de 2013 no Hard Rock Hotel and Casino em Las Vegas, Nevada. O evento contou com as finais dos Médios do The Ultimate Fighter: Team Jones vs. Team Sonnen. 

## Background
Demetrious Johnson era esperado para defender o Cinturão Peso Mosca do UFC contra John Moraga no evento, mas Johnson se lesionou e o evento principal da noite foi mudado para a luta entre os Peso Galo Urijah Faber e Scott Jorgensen.
O presidente do UFC Dana White anunciou que a vencedora da luta entre Miesha Tate e Cat Zingano seria treinadora do The Ultimate Fighter 18 contra Ronda Rousey e posteriormente enfrentá-la pelo Cinturão Peso Galo Feminino do UFC.

## Card Oficial
Nota 1 Final do The Ultimate Fighter 17.

Nota 2 Para ser Desafiante n°1 da categoria Galo Feminino.

## Bônus da Noite
- Luta da Noite (Fight of the Night):  Miesha Tate vs.  Cat Zingano
- Nocaute da Noite (Knockout of the Night):  Travis Browne
- Finalização da Noite (Submission of the Night):  Daniel Pineda